# Karl zu Leiningen (1898–1946)
Friedrich Karl Eduard Erwin Fürst zu Leiningen (* 13. Februar 1898 in Straßburg; † 2. August 1946 in Saransk (Russland)) war ein deutscher Offizier und nannte sich ab 1939 gemäß der Haustradition sechster „Fürst zu Leiningen“.

## Herkunft
Karl zu Leiningen aus der Linie Leiningen-Dagsburg-Hartenburg war der Sohn des Fürsten Emich zu Leiningen (1866–1939) und der Prinzessin Feodora, geborene Prinzessin zu Hohenlohe-Langenburg (1866–1932). Aufgrund der Abstammung seiner Mutter stand er auch auf der Liste der Thronfolger Schwedens. Er gehörte der evangelischen Kirche an.

## Leben
Am 22. November 1937 beantragte er die Aufnahme in die NSDAP und wurde rückwirkend zum 1. Mai desselben Jahres aufgenommen (Mitgliedsnummer 4.852.615). Während des Zweiten Weltkriegs diente Karl zu Leiningen als Korvettenkapitän bei der deutschen Kriegsmarine.  Am Ende des Krieges kam er in sowjetische Gefangenschaft und in ein Lager in Saransk (Russland), wo er am 2. August 1946 an Hunger starb.

## Ehe und Nachkommen
Karl heiratete am 25. November 1925 in Langenburg Maria Kirillowna (* 2. Februar 1907; † 27. Oktober 1951), die älteste Tochter des russischen Großfürsten Kyrill Wladimirowitsch Romanow und Prinzessin Victoria Melita von Sachsen-Coburg und Gotha. Aus der Ehe gingen sieben Kinder hervor:
- Emich Kyrill Ferdinand Hermann (1926–1991), Chef des Hauses Leiningen, ⚭ Eilika von Oldenburg (1928–2016)
- Karl Wladimir Ernst Heinrich (1928–1990)
- Kira Melita Feodora Marie Victoria Alexandra (1930–2005)
- Margarita Ileana Victoria (* 9. Mai 1932 in Coburg; † 16. Juni 1996 in Überlingen) ⚭ Friedrich Wilhelm von Hohenzollern (1924–2010)
- Mechtilde Alexandra (1936–2021) ⚭ Karl-Anton Bauscher (* 1931)
- Friedrich Wilhelm Berthold (1938–1998)
- Peter Victor (1942–1943)

## Belege und Anmerkungen
1. ↑  Artikel 109 WRV (Weimarer Reichsverfassung vom 11. August 1919) bestimmt, dass die öffentlich-rechtlichen Vorrechte oder Nachteile der Geburt oder des Standes aufzuheben sind. Adelsbezeichnungen gelten nur [mehr] als Teil des Namens und dürfen nicht mehr verliehen werden. Im Falle der Nachkommen des ehemaligen Fürstenhauses Leiningen tragen seitdem alle Familienmitglieder der Linie Leiningen-Dagsburg-Hartenburg den Familiennamen Prinz bzw. Prinzessin zu Leiningen. Die auf den nicht mehr existierenden und vererbbaren Primogenituradel zurückgehende Namensbezeichnung Fürst zu Leiningen unter Verwendung des Erstgeburtstitels „Fürst“ als Namensbestandteil (nur bei den Oberhäuptern der Familie) wird in nichtamtlichen Zusammenhängen ähnlich den Bestimmungen des Pseudonyms als Höflichkeitsform in Anlehnung an die Tradition der Familie sowohl in der Literatur als auch in der Gesellschaft überwiegend verwendet. Ob der melderechtlich relevante Name hier jedoch nach dem Tod des letzten Berechtigten 1939 stets Prinz zu Leiningen blieb, ist Wikipedia nicht bekannt. In einigen ähnlich gelagerten Fällen gelang es adelsrechtlich befugten Titelträgern, den Namensbestandteil Fürst auf Grund des Wohlwollens der örtlichen Behörde auch in ihre Dokumente eintragen zu lassen. Siehe dazu Wilfried Rogasch: Schnellkurs Adel, DuMont, Köln 2004, ISBN 978-3-8321-7617-4, S. 17 f.
2. ↑  Haus Leiningen im Online Gotha von Paul Theroff
3. ↑  Bundesarchiv R 9361-IX KARTEI/25360630
4. ↑  http://niqolas.de/weltlauf/adel.pdf

| Personendaten    | Personendaten                                   |
| ---------------- | ----------------------------------------------- |
| NAME             | Leiningen, Karl zu                              |
| ALTERNATIVNAMEN  | Leiningen, Friedrich Karl Eduard Erwin Fürst zu |
| KURZBESCHREIBUNG | deutscher Offizier und Prinz zu Leiningen       |
| GEBURTSDATUM     | 13. Februar 1898                                |
| GEBURTSORT       | Straßburg                                       |
| STERBEDATUM      | 2. August 1946                                  |
| STERBEORT        | Saransk                                         |